# Monument du Lion de Judah
Pour l’article homonyme, voir Monument du Lion de Judah (Calka).
 (juillet 2024).
Si vous disposez d'ouvrages ou d'articles de référence ou si vous connaissez des sites web de qualité traitant du thème abordé ici, merci de compléter l'article en donnant les références utiles à sa vérifiabilité et en les liant à la section « Notes et références ».
Le monument du Lion de Judah est une statue représentant le Lion de Judah située à Addis-Abeba, capitale de l'Éthiopie. La statue, œuvre du sculpteur français Georges Gardet, se dresse sur un piédestal en granite noir, décoré par des portraits en relief de Ménélik II, Haïlé Sélassié Ier, Zewditou et Mekonnen Wolde Mikael. Le monument, situé en face de l'ancienne gare ferroviaire, marque l'extrémité sud de l'avenue Churchill, importante artère de la ville.

## Histoire

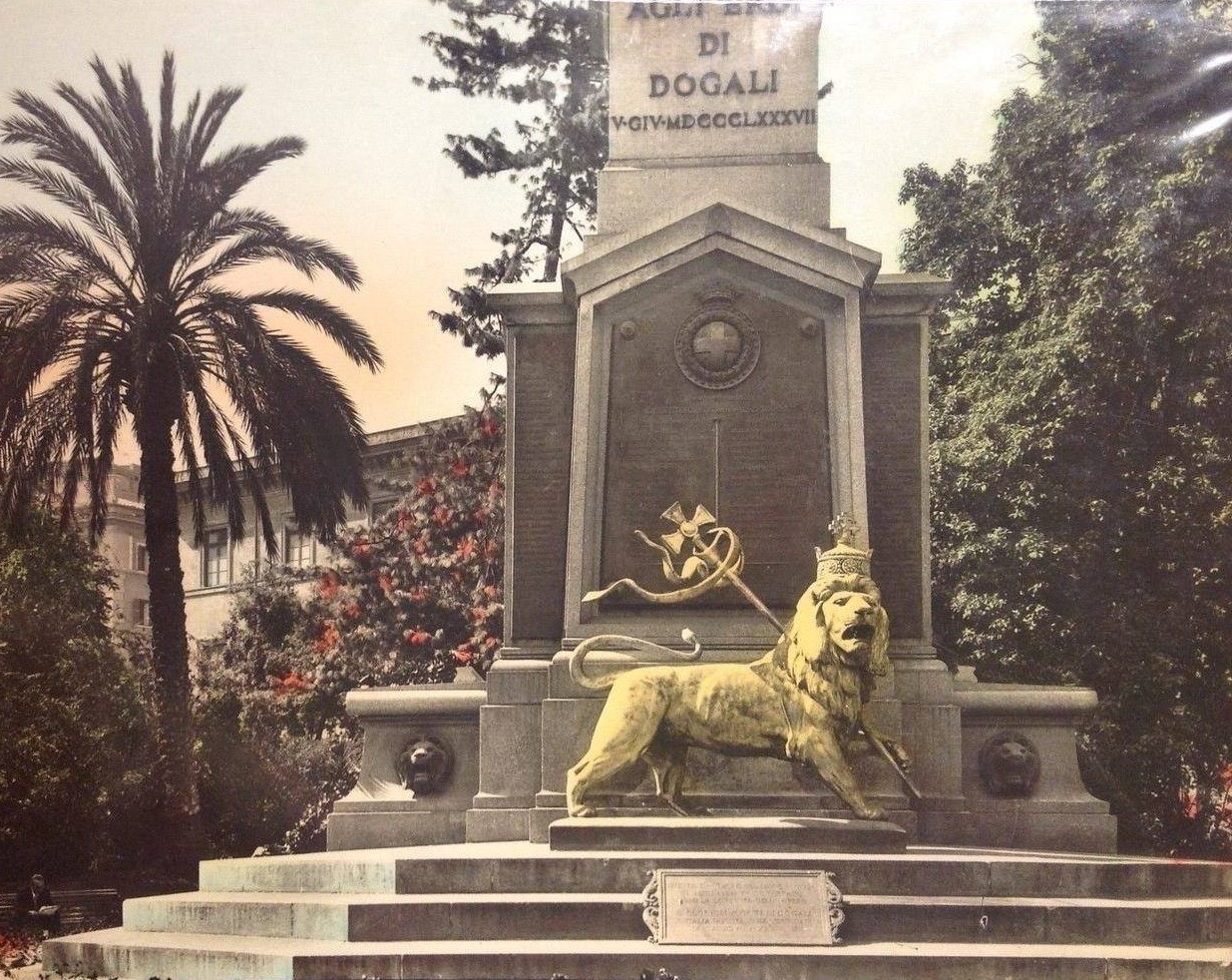
le « Lion de Judah » au pied l'Obélisque du monument de Dogali à Rome.

Le monument fut érigé en 1930, avant le couronnement de Haïlé Sélassié. 
Lors de la seconde guerre italo-éthiopienne il fut dérobé par les Italiens en 1935 et emmené à Rome, pour être placé au pied l'Obélisque du monument de Dogali, situé alors viale Einaudi, dans un petit square situé face au Musée national romain.
Lors du quatrième anniversaire de la proclamation de l'Empire italien, Adolf Hitler se rendit dans la capitale italienne et assista aux côtés de Benito Mussolini et du Roi Victor-Emmanuel III à une parade à laquelle participait un jeune érythréen, Zerai Deres[réf. souhaitée]. Lorsqu'il arriva face à l'Obélisque du monument de Dogali, celui-ci aperçut le Lion de Judah. Il ne put supporter de voir à Rome ce symbole d'une monarchie à laquelle ses ancêtres avaient fait allégeance, prit l'épée avec laquelle il devait saluer les dirigeants présents à la parade pour protester.
Le monument demeura à Rome jusqu'à ce que des négociations permissent son retour à Addis Abeba dans les années 1960. Haïlé Sélassié assista en uniforme militaire à la nouvelle cérémonie d'inauguration afin de rendre hommage à Zerai Deres.
Après la révolution de 1974, le régime du Derg songea à enlever le monument, symbole de la monarchie, mais une association de vétérans lui fit valoir l'inspiration qu'il suscitait, en raison de la mémoire de Zerai Deres. Le régime accepta de laisser le monument, qui depuis se trouve toujours devant l'ancienne gare ferroviaire.